# Cantó de Gap Nord-Oest
El cantó de Gap Nord-Oest és un cantó francès del departament dels Alts Alps, situat al districte de Gap. Compta amb part del municipi de Gap.

## Municipis
- Gap

## Història
| Data d'elecció                           | Identitat     | Partit                    | Qualitat |
| ---------------------------------------- | ------------- | ------------------------- | -------- |
| 1982-1988                                | Mario Fabbian | RPR                       |          |
| 1988-1994                                | Yves Marcel   | UDF                       |          |
| 1994-                                    | Guy Blanc     | PS, després Divers gauche |          |
| les dades anteriors no són pas conegudes |               |                           |          |
|                                          |               |                           |          |

| 1962 | 1968 | 1975 | 1982 | 1990  | 1999  | 2007  |
| ---- | ---- | ---- | ---- | ----- | ----- | ----- |
| -    | -    | -    | -    | 3.425 | 3.508 | 3.571 |